# Copa Intertoto de la UEFA 2004
La Copa Intertoto de la UEFA 2004 va ser la 44a edició de la Copa Intertoto i la 10a des que l'organitza la UEFA.

## Primera ronda
| Equip 1              | Global | Equip 2             | Anada | Tornada |
| -------------------- | ------ | ------------------- | ----- | ------- |
| Publikum             | 2–2(c) | Sloboda Tuzla       | 2–1   | 0–1     |
| Vllaznia             | 4–2    | Hapoel Be'er Sheva  | 1–2   | 3–0     |
| Ethnikos Achna       | 2–10   | Vardar              | 1–5   | 1–5     |
| Hibernians           | 2–4    | Slaven Belupo       | 2–1   | 0–3     |
| Sant Julià           | 0–11   | Sartid              | 0–8   | 0–3     |
| Marek Dupnitsa       | 2–0    | Dila Gori           | 0–0   | 2–0     |
| Spartak Moscow       | 2–1    | Atlantas            | 2–0   | 0–1     |
| Sopron               | 2–3    | Teplice             | 1–0   | 1–3     |
| Thun                 | 2–0    | Gloria Bistriţa     | 2–0   | 0–0     |
| MyPa                 | 3–4    | Tescoma Zlín        | 1–1   | 2–3     |
| Schwarz-Weiß Bregenz | 1–5    | Khazar Universiteti | 0–3   | 1–2     |
| Spartak Trnava       | (c)4–4 | Debrecen            | 3–0   | 1–4     |
| Odra Wodzisław       | 1–2    | Dinamo Minsk        | 1–0   | 0–2     |
| Teuta                | 0–4    | ZTS Dubnica         | 0–0   | 0–4     |
| Gent                 | 3–1    | Fylkir              | 2–1   | 1–0     |
| Cork City            | 4–1    | Malmö FF            | 3–1   | 1–0     |
| Vėtra                | 4–0    | Narva Trans         | 3–0   | 1–0     |
| Odense               | 7–0    | Ballymena United    | 0–0   | 7–0     |
| Grevenmacher         | 1–1(c) | Tampere United      | 1–1   | 0–0     |
| Aberystwyth Town     | 0–4    | Dinaburg            | 0–0   | 0–4     |
| Esbjerg              | 7–1    | NSÍ Runavík         | 3–1   | 4–0     |

## Segona ronda
| Equip 1        | Global | Equip 2             | Anada | Tornada |
| -------------- | ------ | ------------------- | ----- | ------- |
| Westerlo       | 0–3    | Tescoma Zlín        | 0–0   | 0–3     |
| Hibernian      | 1–2    | Vėtra               | 1–1   | 0–1     |
| Genk           | 5–1    | Marek Dupnitsa      | 2–1   | 3–0     |
| Odense         | 0–5    | Vila-real           | 0–3   | 0–2     |
| Teplice        | 1–4    | Shinnik Yaroslavl   | 1–2   | 0–2     |
| ZTS Dubnica    | 1–7    | Slovan Liberec      | 1–2   | 0–5     |
| VfL Wolfsburg  | 3–7    | Thun                | 2–3   | 1–4     |
| OFK Beograd    | 5–1    | Dinaburg            | 3–1   | 2–0     |
| NEC            | 0–1    | Cork City           | 0–0   | 0–1     |
| Esbjerg        | 2–1    | Nice                | 1–0   | 1–1     |
| Spartak Moscow | 5–1    | Kamen Ingrad        | 4–1   | 1–0     |
| Tampere United | 3–1    | Khazar Universiteti | 3–0   | 0–1     |
| Dinamo Minsk   | 4–3    | Sartid              | 1–2   | 3–1(pr) |
| Spartak Trnava | 3–1    | Sloboda Tuzla       | 2–1   | 1–0     |
| Vardar         | (p)1–1 | Gent                | 1–0   | 0–1     |
| Slaven Belupo  | 2–1    | Vllaznia            | 2–0   | 0–1     |

## Tercera ronda
| Equip 1           | Global | Equip 2            | Anada | Tornada |
| ----------------- | ------ | ------------------ | ----- | ------- |
| Tescoma Zlín      | 4–4(c) | Atlético de Madrid | 2–4   | 2–0     |
| Nantes            | 4–2    | Cork City          | 3–1   | 1–1     |
| Genk              | (c)2–2 | Borussia Dortmund  | 0–1   | 2–1     |
| Thun              | 3–5    | Hamburger SV       | 2–2   | 1–3     |
| Shinnik Yaroslavl | 2–6    | União Leiria       | 1–4   | 1–2     |
| Schalke 04        | 7–1    | Vardar             | 5–0   | 2–1     |
| Slovan Liberec    | 2–1    | Roda               | 1–0   | 1–1(pr) |
| Lille             | 4–3    | Dinamo Minsk       | 2–1   | 2–2     |
| Slaven Belupo     | (c)2–2 | Spartak Trnava     | 0–0   | 2–2     |
| Tampere United    | 0–1    | OFK Beograd        | 0–0   | 0–1     |
| Vila-real         | 3–2    | Spartak Moscow     | 1–0   | 2–2     |
| Vėtra             | 1–5    | Esbjerg            | 1–1   | 0–4     |

## Quarta ronda
| Equip 1        | Global | Equip 2            | Anada | Tornada |
| -------------- | ------ | ------------------ | ----- | ------- |
| Esbjerg        | 1–6    | Schalke 04         | 1–3   | 0–3     |
| OFK Beograd    | 1–5    | Atlético de Madrid | 1–3   | 0–2     |
| Genk           | 0–2    | União Leiria       | 0–0   | 0–2     |
| Vila-real      | 2–0    | Hamburger SV       | 1–0   | 1–0     |
| Lille          | 4–1    | Slaven Belupo      | 3–0   | 1–1     |
| Slovan Liberec | (c)2–2 | Nantes             | 1–0   | 1–2     |

## Cinquena ronda
| Equip 1    | Global | Equip 2            | Anada | Tornada |
| ---------- | ------ | ------------------ | ----- | ------- |
| Lille      | 2–0    | União Leiria       | 0–0   | 2–0(pr) |
| Schalke 04 | 3–1    | Slovan Liberec     | 2–1   | 1–0     |
| Vila-real  | (p)2–2 | Atlético de Madrid | 2–0   | 0–2     |